# ایلان چستر
ایلان چستر (زاده با نام Ilan Czenstochowski) یک شخصیت سرشناس ونزوئلایی است که خوانندگی، نوازندگی کیبورد و آهنگسازی می‌کند. وی در سال ۱۹۵۲ میلادی در کشور اسرائیل از خانواده‌ای اشکنازی به دنیا آمد که در سال ۱۹۵۳ به ونزوئلا مهاجرت کردند.

## زندگی‌نامه
ایلان چستر که در سال ۲۰۱۰ میلادی جایزه گرمی لاتین را برنده شد، خواننده، نوازنده و آهنگساز اسرائیلی-ونزوئلایی است که تاکنون بیش از ۳۵ اثر را تحت تأثیر طیف گسترده‌ای از سبک‌های موسیقی ساخته‌است. چستر با ملودی‌های یهودی، ایتالیایی و فرانسوی رشد کرد و در کودکی به آن‌ها گوش می‌داد و پس از سنین رشدش، به موسیقی آر اند بی آمریکایی (Ray Charles, Stevie Wonder) و جنبش راک بریتانیایی (Beatles, Yes, Jethro Tull) گوش سپرد.
در سن نوزده سالگی، در سال ۱۹۷۱ نخستین حضور در انجمن بین‌المللی آگاهی کریشنا را به عمل رساند و دو سال بعد روحانی مرشد خود، A.C. Bhaktivedanta Swami Prabhupada، را برگزید. او گفته‌است که آگاهی کریشنا همواره الهام‌بخش او بوده‌است و عشقی را در قلب خود به کریشنا یافته که به او در نگارش اشعارش مساعدت می‌کند. او و اعضای خانواده‌اش همچنین از مروجین آیین ویشنوپرستی بختی هستند.
موسیقی او شامل عناصر موسیقی کلاسیک، جاز، آفریقایی-کارائیبی و موسیقی ونزوئلایی بوده‌است. ایلان، یکی از اعضای سابق گروه‌های راک و پاپی مانند «تراموا»، «راه» و «ملائو» بود و چهار آهنگ به زبان انگلیسی نیز منتشر کرده. چستر از زمان شروع کار خود در سال ۱۹۸۳ به عنوان یک هنرمند استثنایی در ونزوئلا و سراسر آمریکای لاتین معروف شد و سالن‌های نمایش و کنسرت‌هایش مملو از جمعیت می‌شد.
پس از یک سری از آلبوم‌های خاطره انگیز، از جمله "Amistad", "Solo faltas tu", "ASI", "Songs Books of Venezuelan Love"، نسخه‌های ۱، ۲ و ۳؛ او آلبوم پلاتنیومی "Navideno Heart" را در مجموعهٔ ۶ سی‌دی که بیش از ۵۰۰٬۰۰۰ نسخه آن در چند هفته تنها در ونزوئلا به فروش رسید، را منتشر کرد. ایلان چستر در همه جا توسط هنرمند و منتقدان به‌طور مشترک به عنوان یکی از با استعدادترین آهنگسازان و خوانندگان در زبان اسپانیایی شناخته می‌شود. بسیاری از آهنگ‌های او توسط هنرمندان و ستاره‌های لاتین مانند مارک آنتونی، چئو فلیسیانو و چاین اجرا شدند و طرفداران بسیاری در سراسر جهان دارد.

## دیسکوگرافی
| سال انتشار | نام آلبوم                                                    |
| ---------- | ------------------------------------------------------------ |
| 1978       | Night and Daydream / Wheels of Time                          |
| 1979       | Por Principio... Fin Color/Corp. Los Ruices                  |
| 1980       | Songs from the Future                                        |
| 1983       | Canciones De Todos Los Días Philips/Sonográfica              |
| 1984       | Amistad Philips/Sonográfica                                  |
| 1985       | Ilan Chester (Sólo Faltas Tú) Philips/Sonográfica            |
| 1987       | Al Pie De La Letra Sonográfica                               |
| 1988       | Ilan En Vivo Sonográfica                                     |
| 1990       | Opus # 10 CBS/Sonográfica                                    |
| 1992       | Un Mundo Mejor Sony Music/Sonográfica                        |
| 1994       | Terciopelo Sony Music                                        |
| 1995       | Ilan Chester En Vivo Sony Music                              |
| 1998       | Cancionero Del Amor Venezolano Independent                   |
| 1998       | Bhakti Alcione                                               |
| 1999       | Ofrenda Para Un Niño Independent                             |
| 2000       | Ilan C. En Vivo (Gira Nac. Amor Vzlano) CD Manía El Nacional |
| 2000       | Sínfonico - En Vivo Independent                              |
| 2000       | Cancionero Del Amor Venezolano II Independent                |
| 2001       | Corazón Navideño Latin World                                 |
| 2002       | Ilan Canta Onda Nueva Independent                            |
| 2002       | Cancionero Del Amor Puertorriqueño Independent               |
| 2004       | Así Sonográfica                                              |
| 2006- 2008 | Cancionero Del Amor Venezolano III Independent               |

## تدوین‌ها
| سال انتشار | آلبوم                                                    |
| ---------- | -------------------------------------------------------- |
| 1991       | Lo Mejor de Ilan Chester Sonográfica                     |
|            | Ilan Chester de Colección Sonográfica                    |
|            | Ilan Chester de Colección Vol. 2 Sonográfica             |
| 1999       | 32 Grandes Exitos (Serie 32) Sonográfica/Universal       |
| 2000       | Ilan Chester El Músico de Venezuela CD Manía El Nacional |
| 2003       | 20 Exitos de Ilan Chester (Lo Máximo) Sonográfica        |
| 2006       | Hits EMI International                                   |
| 2008       | Cancionero del amor Venezolano 1, 2 y ۳                  |
| 2009       | Coleccion: Tesoros de la musica Venezolana (6 CD's)      |